# Affaire de Versailles
L'affaire de Versailles est une affaire criminelle française jugée les 27, 28 et 29 janvier 1977, devant la cour d'assises des Yvelines, au cours de laquelle trois adultes sont condamnés à cinq ans de prison dont deux avec sursis pour des attentats à la pudeur commis trois ans plus tôt dans l'enceinte du camping naturiste du "Camping Club de France" de Meudon, sans contrainte physique, sur des jeunes de 13 et 14 ans. Leur peine ayant déjà été effectuée, via une détention préventive depuis trois ans et environ deux mois, ils sont libérés à l'audience.
L'affaire de Versailles est historique car pour la première fois une Cour d'assises lève le huis clos dans une affaire impliquant des mineurs, ce qui permet à la presse de connaitre la réalité des détails, jusque-là dissimulés par un strict respect du secret de l'instruction.
Les faits évoqués à l'audience démentent catégoriquement la version édulcorée et inexacte présentée par deux textes publiés avant le procès, tous deux rédigés par l'écrivain Gabriel Matzneff, le second ayant pris la forme d'une pétition d'une cinquantaine d'intellectuels s'indignant principalement de la longue détention préventive des trois accusés et constituant de fait la première pétition en France sur la sexualité des mineurs. Mais dès que le procès démarre, Le Monde, qui a publié cette pétition dans ses pages "opinions", prend ses distances et dénonce la gravité des faits.

## Les faits

### L'enquête de police
Bernard Dejager, Jean-Claude Gallien et Jean Burckhardt sont arrêtés le 20 octobre 1973 pour avoir eu des rapports sexuels avec des filles et des garçons de 13 et 14 ans. Les circonstances sont suffisamment peu claires pour que l'enquête dure trois ans et trois mois. Les faits auraient eu lieu au Camping Club de France de Meudon, le plus ancien club de camping naturiste en France, situé dans la forêt de Meudon.
Les trois hommes ont comparu devant la cour d’assises de Versailles pour « attentats à la pudeur sans violence sur mineurs de 15 ans », ce qui à l’époque était qualifié comme un crime. Il apparaît au fil de l'enquête qu'ils risquent cinq à dix ans de prison.

### Les deux textes de Gabriel Matzneff avant le procès

#### Tribune libre du 8 novembre 1976 dans Le Monde
Le 8 novembre 1976, dans le journal Le Monde, l'écrivain Gabriel Matzneff publie une tribune libre de soutien aux inculpés, titrée « L'amour est-il un crime ? », dans laquelle il se plaint amèrement du manque de soutien après son intervention dans Apostrophes, la nouvelle émission de Bernard Pivot le 12 septembre 1975, qui lui avait valu de très fortes critiques mais également la plainte d'un téléspectateur estimant que cette apologie de la pédophilie avait nui à sa famille.

#### Tribune libre du 26 janvier 1977 dans Le Monde
Deux mois et demi plus tard est diffusée une pétition de soutien au trois inculpés, lancée incognito par Matzneff. Le texte proposé à la signature masque aussi la réalité des infractions qui justifient la détention préventive, en parlant de simples « baisers » et « caresses », profitant du fait que le secret de l'instruction a été préservé. Le texte affirme que les enfants n'ont subi « aucune violence », et qu'ils étaient « consentants ». Il ajoute, en outre, un contresens sur la loi Veil, votée après les faits, en 1974 : « si une fille de treize ans a droit à la pilule, c'est pour quoi faire ? ». Le texte estime que les trois inculpés font face à un acharnement disproportionné : « Trois ans de prison pour des caresses et des baisers, cela suffit. »
La pétition est signée par diverses personnalités publiques[Lesquelles ?] parmi lesquelles les écrivains Louis Aragon, Simone de Beauvoir, Philippe Sollers, et Roland Barthes, les universitaires Gilles Deleuze et André Glucksman, ou encore les futurs ministres socialistes Jack Lang et Bernard Kouchner, qui considèrent qu'il y a une disproportion manifeste entre la qualification de « crime » qui justifie une telle sévérité, et la nature des faits telle que présentés par Gabriel Matzneff, l'auteur caché de la pétition.
L'audience au tribunal, montrant que les faits sont plus graves que présenté, n'aura lieu qu'après la pétition, dont le texte insiste sur le fait que les inculpés sont en détention préventive depuis trois ans et deux mois.

### Levée du huis-clos demandée par le président de la Cour d'assises
Le président de la Cour d'assises décida la « publicité de l'audience », alors que le huis-clos est habituellement de rigueur dans ce genre d'affaires. Il souhaite ainsi contrer la campagne menée par Gabriel Matzneff depuis novembre 1976. Selon le quotidien Le Monde, l'audience publique démontra qu'en fait « de caresses et de baisers », il s'agissait d'une affaire sordide.

### Verdict de la Cour d'Assises
Alors que la pétition du 26 janvier, dont l'audience reste limitée, réclamait essentiellement que le procès ait enfin lieu, il démarre peu après. Les trois inculpés de l'affaire de Versailles sont condamnés, la Cour d'assises prenant en compte le témoignage d'une adolescente montrant que le consentement, notion alors absente du droit concernant la sexualité des mineurs, n'était pas évident pour un enfant de cet âge. Les inculpés sont condamnés à cinq ans de prison avec sursis et ne font pas appel.
Ayant déjà effectué trois ans et deux mois de détention préventive, ils sont libérés.

### Réactions de la presse

#### Le Monde
Deux jours après avoir accepté de publier le second texte de Matzneff dans sa page "libres opinion", Le Monde couvre le procès qui commence et félicite la cour d'assises de supprimer le huis clos même si les victimes sont mineures, pour que les signataires de la pétition comprennent pourquoi l'enquête a duré plus de trois ans et son évolution : les victimes affirmaient certes avoir donné leur consentement, mais il s'avère très fragile vu leur âge et l'influence des adultes, comme le révèle l'audience publique.
Les témoins y révèlent aussi des faits plus graves que les simples caresses et baisers évoqués par la pétition, signée par 69 personnes au cours des semaines précédentes. Si la durée de la détention provisoire était « inadmissible », « là s'arrête l'indignation » écrit le journaliste envoyé par Le Monde, pour qui « ce procès n'est pas (...) celui d'une société ultra-répressive » mais de « trois hommes qui ont repris en compte à leur profit, et pour leur plaisir, des pulsions sexuelles ». Il « est naturel de ne pas aimer cette forme d'amour et d'intérêt », conclut le journal.

#### Rouge, quotidien du parti LCR
Avant le procès, l'affaire a fait l'objet le 26 novembre 1976 d'un article polémique de Philippe Verdon, journaliste de Rouge, hebdomadaire de la Ligue communiste révolutionnaire (LCR) devenu quotidien depuis mars 1976 et qui se prépare à l'arrivée d'un nouveau concurrent, Le Matin de Paris qui prépare son lancement pour mars 1977. Ce premier article estime qu'il "faut être au côté des accusés" à qui on reprocherait seulement des "photos d’enfants nus", et surtout soutenir les "sans-droits, sans corps et sans conscience que la loi définit comme mineurs" et s'interroge sur la réaction des révolutionnaires, lecteurs du journal, dont la plupart se tairont selon l'auteur. Il est publié peu après le premier texte de Gabriel Matzneff, qui a rencontré un des trois accusés, en libération conditionnelle.
L'article suivant, le 13 janvier 1977, affirme que les témoignages des adolescents innocentent globalement les accusés, tandis qu'un troisième estime le 27 janvier 1977 que ces derniers se seraient contentés d’animer un club naturiste destiné aux jeunes. Avant le jugement, Jean Nicolas du même journal, espère plus prudemment que le procès sera un premier pas dans la contestation de la pénalisation des outrages publics à la pudeur. Selon ces articles, c'est le naturisme qui est visé.
Ces articles sont suivis de réactions choquées de lecteurs du journal, parmi lesquels des infirmiers, médecins et instituteurs, qui tiennent à rappeler, dans les semaines qui suivent, les interdits essentiels de la pédophilie, et l'incertitude quant à la réalité des faits, tout comme le fait une autre journaliste de Rouge.

## Suites: l'appel du 23 mai 1977
Toujours dans ses pages « Opinion », six mois après le texte de Matzneff fin novembre et quatre mois après sa pétition de janvier, Le Monde publie le 23 mai 1977 un texte faisant explicitement référence à l'affaire de Versailles et au temps passé par les trois accusés en détention préventive alors que le secret de l'instruction n'avait pas permis aux pétitionnaires de janvier de connaître la réalité des faits.
Il s'agit cette fois d'une "lettre ouverte à la Commission de révision du code pénal pour la révision de certains textes régissant les rapports entre adultes et mineurs". Les 80 personnalités signataires demandent au Parlement. que ce soit le tribunal correctionnel plutôt que la Cour d'assises qui juge les relations interdites entre mineurs et adultes, afin d'éviter des détentions préventives inadaptées.
Ils demandent aussi la révision du code pénal sur le détournement de mineur, pour  que la majorité sexuelle soit fixée à 15 ans pour les homosexuels, comme c'est déjà le cas pour les hétérosexuels.
Selon l'historien Jean Bérard, certains signataires de cette lettre ouverte de mai 1977 tiennent au même moment, juste après le procès, à écarter toute ambiguïté en rappelant leur condamnation de la pédophilie, telle Françoise Dolto qui estime que les relations sexuelles entre mineurs et adultes sont toujours source de traumatisme psychologique,.

## Eléments de contexte

### Nouvelle majorité sexuelle et droit à la contraception
Les revendications liées à la sexualité des moins de 21 ans font irruption lors de l'hiver 1969-1970, en réaction à la première des infractions condamnées sévèrement en justice, avec le suicide le 1er septembre 1969, à Marseille de Gabrielle Russier, une professeure de lettres, condamnée à un an de prison avec sursis pour enlèvement et détournement de mineur, à la suite d'une liaison amoureuse avec un de ses élèves, Christian Rossi, alors âgé de seize ans, liaison très sévèrement condamnée par la presse. Une fois l'émotion passée, ces revendications s'estompent, d'autant que l'espoir de l'abaissement de la majorité sexuelle en France s'installe.
L'affaire de Versailles repose sur des faits commis en 1973, période où la majorité sexuelle en France est encore fixée à l'âge de 21 ans depuis 1945. Elle ne sera abaissée à 18 ans qu'en 1974 en même temps que la pleine majorité civile par la loi du 5 juillet 1974 juste après l'élection d'un nouveau président de la République, Valéry Giscard d'Estaing.
Dans son article 15, la nouvelle loi remplaçait les mots « de son sexe mineur de vingt et un ans » par « mineur du même sexe » dans l’article 331 du Code pénal.
Cette nouvelle loi est accompagnée d'une autre sur la contraception non chirurgicale, légale depuis la loi Neuwirth de 1967 mais qui est réservée aux plus de 21 ans, seuil est abaissé à 18 ans en 1974 et même sans aucun seuil d'âge à condition qu'il y ait prescription médicale et qu'un centre de planification familiale agréé délivre les produits, conditions précisément demandées par les associations féministes pour éviter des pressions d'adultes.
Concernant les homosexuels, la majorité sexuelle est finalement laissée à 18 ans, le principe d'une non-discrimination étant repoussé à plus tard. Il le sera jusqu'en 1982 ce qui va déclencher la montée progressive des pétitions concernant la majorité sexuelle qui ne démarrent cependant qu'en janvier 1977.

### La pression sociale venue des homosexuels québécois
Au Québec, l’année 1976 voit une très forte mobilisation des milieux homosexuels québécois, en avance sur les Français, en faveur de l'abaissement de l'âge de la majorité sexuelle car à l’approche de l’organisation des Jeux Olympiques de Montréal, les descentes policières dans les saunas et les bars gays se multiplient, avec en particulier l’arrestation de 89 personnes au Sauna Neptune, en mai 1976. Dans la foulée est créé le même mois le Comité homosexuel anti-répression (CHAR), en mai 1976, qui devient, quelques mois plus tard, l’Association pour les droits des gai(e)s du Québec (ADGQ). Il précède de trois ans son équivalent français, le Comité d'urgence anti-répression homosexuelle (CUARH), fondé en 1979 à l'occasion de la première Université d'été homosexuelle. Ce retard exacerbe les tensions dans les milieux français, qui suivent ce qui se passe au Canada.

### L'évolution des mouvements militants français
En France, selon les sociologues, ces revendications défensives homosexuelles ne se développent vraiment qu'au cours de l'hiver 1976-1977, avec le début d'une période où des groupes militants qui ont depuis trois ans délaissé le terrain social et se saisissent des enjeux légaux pour obtenir des réformes dans le domaine sociétal, via des campagnes médiatiques, judiciaires et politiques.
Concernant les mouvements féministes, il s'agit de réformer la loi sur le viol, pour durcir les sanctions, mais concernant les mouvements homosexuels, il est surtout question d'abaisser à 15 ans la majorité sexuelle, qui a été maintenue à la majorité civile pour les relations homosexuelles. Ces campagnes vont déboucher sur la loi de 1980 sur le viol et la loi de 1982 qui place la majorité sexuelle à 15 ans pour les homosexuels.
Le quotidien Libération symbolise cette évolution, d'autant qu'il se prépare à l'arrivée d'un nouveau rival, Le Matin de Paris, fondé le 1er mars 1977 par Claude Perdriel , alors qu'il subit depuis le printemps la concurrence de Rouge et depuis l'été du quinzomadaire américain The Paris Metro. L'année 1977 marque la brisure définitive de Libération avec un certain gauchisme social, pour aller vers le sociétal ,. Le directeur Serge July revendique alors une liberté sans tabous, se vantant même des poursuites en justice pour apologie du gangstérisme et de la pédophilie. L'éditorial « Autocritique d'un lecteur » qu'il signe dans le millième numéro, du 12 avril 1977, en témoigne et déplore des ventes insuffisantes (23 500 exemplaires), desservies par une forme peu appétissante. Ce choix suscite des résistances dans la petite équipe, notamment les fondateurs de 1973, engendrant des débats dans lesquels la rédaction est très partagée[réf. incomplète], les contestataires menés par Pierre Goldman l'emportant plusieurs fois.